# Kirchspiel Haltern
Kirchspiel Haltern war bis 1974 eine Gemeinde im Kreis Recklinghausen im Regierungsbezirk Münster in Nordrhein-Westfalen. Die Gemeinde war eine der für das Münsterland typischen „Kirchspielgemeinden“, die das bäuerliche Umland eines städtischen Kirchorts umfassten.

## Geographie
Die Gemeinde Kirchspiel Haltern umfasste kragenförmig die Stadt Haltern am See. Innerhalb der Gemeinde lagen der größte Teil der Hohen Mark sowie die Ortschaften Antrup, Bergbossendorf, Berghaltern, Holtwick, Lavesum, Lehmbraken, Lochtrup, Ontrup, Stockwiese, Strünkede, Sythen und Westrup. Die Gemeinde umfasste 1974 eine Fläche von 93,5 km².

## Geschichte
Die Gemeinde Kirchspiel Haltern gehörte seit 1843 zum Amt Haltern im Kreis Coesfeld. 1929 wurde sie zusammen mit der Stadt Haltern sowie den Gemeinden Hullern und Lippramsdorf in den Kreis Recklinghausen umgegliedert. Durch das Ruhrgebiet-Gesetz wurde die Gemeinde Kirchspiel Haltern zum 1. Januar 1975 zum größten Teil in die Stadt Haltern am See eingegliedert. Ein kleines Teilgebiet kam zur Stadt Dülmen im Kreis Coesfeld.

## Einwohnerentwicklung
| Jahr | Einwohner | Quelle |
| ---- | --------- | ------ |
| 1833 | 1602      | [ 4 ]  |
| 1858 | 1775      | [ 5 ]  |
| 1871 | 1711      | [ 6 ]  |
| 1885 | 1730      | [ 7 ]  |
| 1895 | 1777      | [ 8 ]  |
| 1910 | 2621      | [ 9 ]  |
| 1929 | 2923      | [ 10 ] |
| 1939 | 2972      | [ 11 ] |
| 1946 | 4477      | [ 12 ] |
| 1950 | 4234      | [ 1 ]  |
| 1974 | 7146      | [ 1 ]  |